# Scarodytes pederzanii
Scarodytes pederzanii är en skalbaggsart som beskrevs av Angelini 1973. Scarodytes pederzanii ingår i släktet Scarodytes och familjen dykare. Inga underarter finns listade i Catalogue of Life.